# 江小涓
江小涓（1957年6月—），陕西西安人，中华人民共和国经济学家、政治人物。原陕西财经学院工业经济系毕业，中国社会科学院经济学博士学历。现任全国人大常委、社会建设委员会副主任委员及清华大学公共管理学院院长。
江小涓是第八届孙冶方经济科学奖获得者，也是中共第十八届候补中央委员。曾任中华人民共和国国务院副秘书长、国务院妇女儿童工作委员会副主任、国务院研究室副主任、中国社会科学院财贸经济研究所所长等职务。

## 生平
1978年，江小涓考入原陕西财经学院工业经济系学习；毕业后，留校任教。1986年，进入中国社会科学院研究生院学习；1989年，获经济学博士学位。此后，一直在中国社科院从事研究工作；历任助理研究员，副研究员，研究员；工业经济研究所研究室主任，财贸经济研究所副所长、所长。 2003年1月28日，江小涓曾受邀到中南海，为时任中共中央政治局委员（第十六届）集体讲学，主题是“经济全球化对中国经济的影响”。
2004年8月，47岁的江小涓正式进入政府智囊机构 ，任国务院研究室副主任；负责为国务院高层起草文件、提供决策参考；2011年6月，出任国务院副秘书长，协助刘延东协调处理教科文体方面工作，同时兼任国务院妇女儿童工作委员会副主任；2015年1月起，还兼任中央精神文明建设指导委员会办公室副主任。2018年2月24日，当选为第十三届全国人大代表。
2018年11月，出任清华大学公共管理学院院长。

## 学术研究
江小涓是中国国内知名的跨国投资、产业经济、经济发展等方面的专家，对中国体制转轨中的产业升级、外商在华并购、中国对外贸易理论等领域有大量的著述；曾在1998年，以中国社会科学院“严重亏损国有企业研究”课题组成员的身份，获得第八届孙冶方经济科学奖；2012年，和马建堂、周叔莲共同提出的“中国经济结构调整理论”，获得第五届中国经济理论创新奖。
主要代表作有：
- 《中国工业发展与对外经济贸易关系的研究》
- 《经济转轨时期的产业政策》
- 《结构调整中的产业升级与发展》
- 《工业经济学》(常务副主编)
- 《中国工业企业组织结构变动长期趋势》(论文)。